# 아시앗
아시앗(그린란드어: Aasiaat, 덴마크어: Egedesminde 에게데스민데[*])는 그린란드에서 5번째로 인구가 많은 도시로 케켁탈릭 자치체의 행정 중심지이다. 인구는 2014년 기준으로 3,102명이다.

## 이름
아시앗은 그린란드어로 거미라는 뜻이다. 그러나 그 유래에 대해서는 사료가 부족한 관계로 명확히 설명되지 않고 있다. 이곳에 마을이 막 들어섰을 때 실제로 거미가 많았기 때문이라는 것이 가장 일반적인 추측이다. 최근에는 그린란드 여느 지역과 마찬가지로 마을에서 거미를 보는 일은 힘들어졌다.
아시앗은 '고래의 도시'라는 별명으로도 불린다. 이는 마을에서 고래와 물개를 흔히 접할 수 있다는 이유에서다.

## 역사

### 기원
아시아트 지역에서 진행된 고고학 연구에 따르면 이곳을 비롯한 이 일대에 사람이 처음으로 거주한 것은 기원전 5000년기까지 거슬러 올라간다. 다만 지금과 같은 정착지가 된 것은 1200년대에 이르러셔였으며, 마을 주민들은 자급자족을 하는 사냥꾼들이었던 것으로 보인다. 이들은 봄이 되면 시되스트 만에서 하프물범과 열빙어를 사냥했고, 여름이 되면 순록과 넙치를 잡으러 나수토그로 향했다. 가을이 되면 디스코 만에 있던 사람들이 집으로 돌아와 작은 하프물범을 잡았고, 겨울에는 바다만이 얼기 때문에 외뿔고래와 흰돌고래를 잡았다. 물이 얼지 않는 계절에는 카약과 우미악을 제작해 사용했고 겨울에는 썰매를 이용했다.

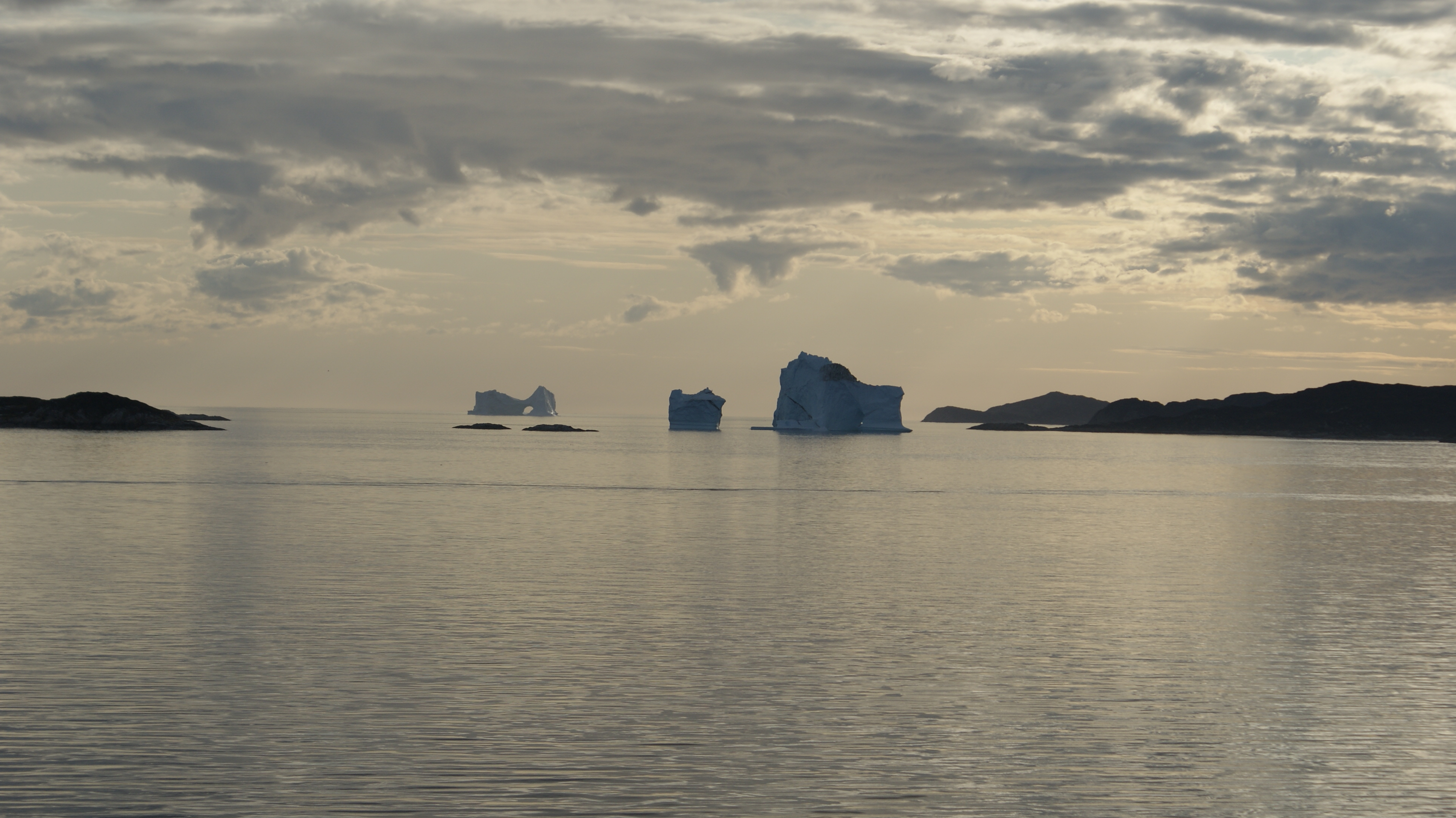
그린란드 아시앗 군도의 항만 부근에 떠 있는 빙산들

지금의 아시앗 마을이 되는 정착지는 1759년 노르웨이의 루터교 선교사 한스 에게데(Hans Egede)의 아들인 닐스 에게데(Niels Egede)가 발견하였다. 그는 이곳을 자신의 이름을 따서 '에게데스민데 식민지'(Egedesminde)라 이름붙였다. 당시 그 지역의 위치는 노르드레스트룀피오르(Nordre Strømfjord)의 북쪽에 위치해 있었으며 지금의 아시아트 마을보다 남쪽으로 125km 떨어진 지점에 있었다. 아시아트 마을이 현재의 위치로 옮긴 것은 1763년의 일이다. 대부분의 마을 사람들은 포경업자로, 이들이 이주해 올 때 옮겨온 천연두균으로 인해 원주민들이 전멸에 이르기도 하였다.

### 20세기 초반
20세기에 접어들면서 아시아트는 어느 정도 발전을 이룩하였다. 1932년에는 그린란드 최초의 학교가 아시아트에 문을 열었으며 여성도 중등교육까지 받을 수 있었다. 아시아트 학교의 초대 졸업생 중에는 그린란드 최초의 여성 작가인 말리아각 베베크(Mâliâraq Vebæk)가 있다. 그녀는 1934년 졸업반 대표를 맡기도 하였다.

### 제2차 세계 대전
1940년 5월 3일 고드하운(Godhavn, 케켁타흐수악(Qeqertarsuaq)) 조약 체결로 미국의 영국행 구호물자 수송기가 그린란드, 아이슬란드, 스코틀랜드의 비행장을 이용할 수 있게 되었다. 제2차 세계 대전 시기에 나치 독일에 점령됐던 덴마크는 그린란드로의 물자 보급을 자유로이 할 수 없었기 때문에 미국과 캐나다에서 그 역할을 대신해줘야 했다. 두 국가에서 가져온 물자는 우선 아사이트 인근에 수용한 뒤 그린란드 내 다른 지역, 우마낙이나 시시미웃 등지의 마을로 전달되었다.
전쟁 발발 이후에도 아시아트는 발전을 거듭했다. 1942년에는 미국의 지원으로 기상관측소가 건설되었다. 1930년대부터 대구가 많이 팔리게 되자 아시아트에서는 대구잡이가 활발해졌고, 그렇게 잡은 대구를 다시 마을의 가공 공장으로 보내 염장한 뒤 포장 유통하였다. 그 밖에 이 지역의 자원과 기후에 따라 다른 산업들도 부흥하게 되었다. 이 같은 발전은 1950년대에 정점을 달해, 발전소와 통신소가 설치되기에 이르렀다.
이전에는 헬리포트가 유일한 항공 시설이었으나, 1998년에 새우 가공 공장 인근에 새로운 활주로가 완공되면서 접근이 더욱 용이해졌다. 오늘날 아시아트와 이웃 마을인 캉가트시아크에는 4,800명의 주민이 거주하고 있다.

## 지리

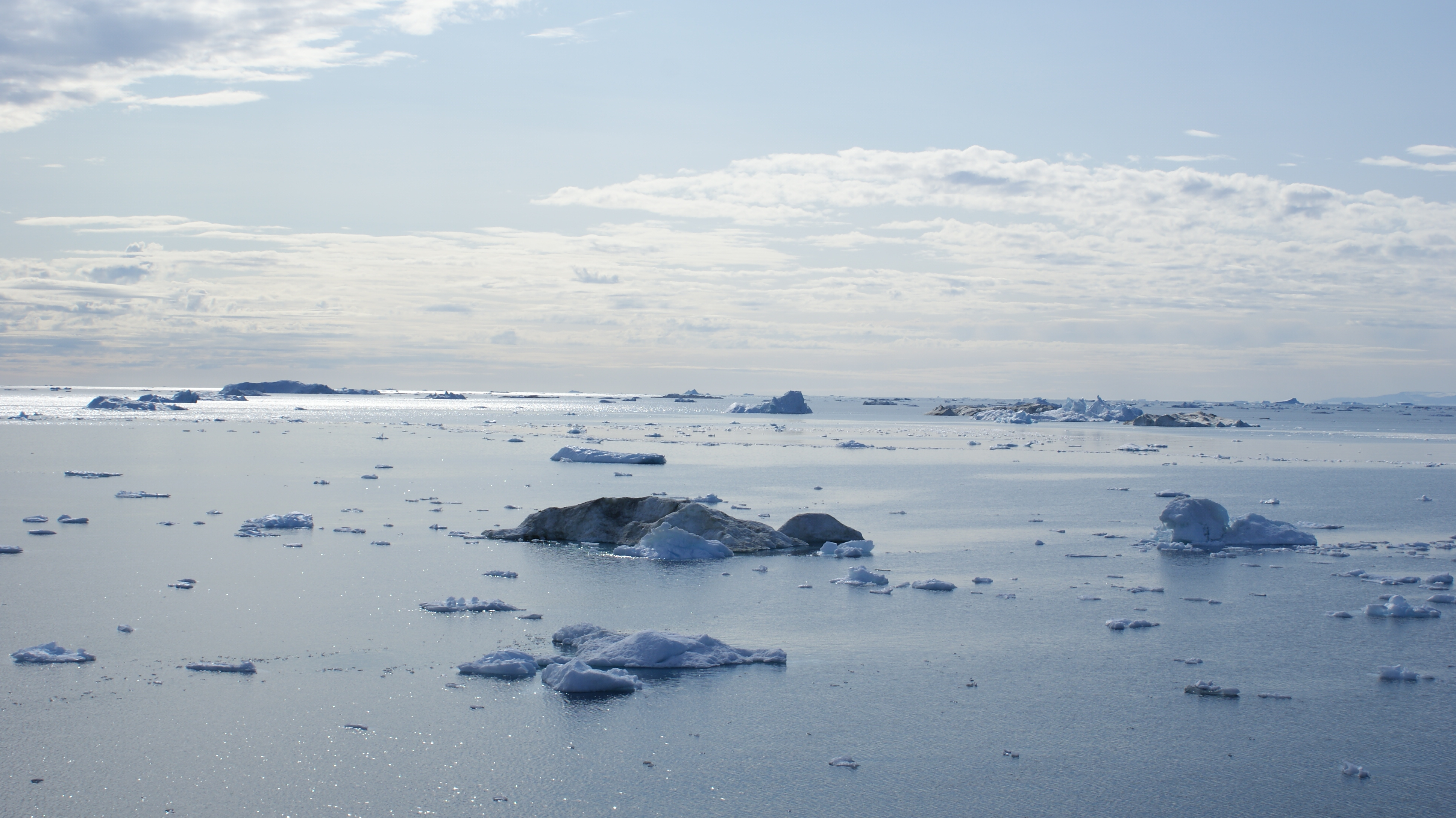
디스코 만의 빙산

아시앗 군도에서 가장 큰 섬은 '삭카흘리웁 누나 섬'(Saqqarliup Nunaa)으로 무인도지만 관광객용 숙소가 마련되어 있다. 섬 서쪽 끝에는 '마넹미웃'(Manermiut)라는 버려진 마을이 있다. 2013년 기준으로 이 군도의 주민들은 총 세 마을에 걸쳐 거주하고 있는데 다음과 같다.
- 아시앗 마을 (인구 3,142명) - 삭카흘리웁 섬 북서쪽의 동명의 섬에 위치.
- 아쿤낙 마을 (인구 98명) - 삭카흘리웁 섬 북동쪽의 동명의 섬에 위치. 아시아트에서 동북동쪽으로 23km 거리.
- 킷칫수아흐수잇 마을 (인구 87명) - 동명의 섬에 위치하며 아시아트에서 북서쪽으로 21km 거리,

나메사케 섬에는 이 군도 최서단 마을이기도 한 '베스테르에일란드'(Vester Ejland) 마을도 있는데, 지금은 버려진 마을로 아시아트에서 서남서쪽으로 29km 떨어진 위치에 있다.

## 기후
| 아시앗의 기후                                                      | 아시앗의 기후 | 아시앗의 기후 | 아시앗의 기후 | 아시앗의 기후 | 아시앗의 기후 | 아시앗의 기후 | 아시앗의 기후 | 아시앗의 기후 | 아시앗의 기후 | 아시앗의 기후 | 아시앗의 기후 | 아시앗의 기후 | 아시앗의 기후 |
| 월                                                                 | 1월           | 2월           | 3월           | 4월           | 5월           | 6월           | 7월           | 8월           | 9월           | 10월          | 11월          | 12월          | 연간          |
| ------------------------------------------------------------------ | ------------- | ------------- | ------------- | ------------- | ------------- | ------------- | ------------- | ------------- | ------------- | ------------- | ------------- | ------------- | ------------- |
| 역대 최고 기온 °C (°F)                                             | 8.6 (47.5)    | 8.3 (46.9)    | 8.3 (46.9)    | 8.9 (48.0)    | 16.0 (60.8)   | 18.6 (65.5)   | 22.0 (71.6)   | 19.8 (67.6)   | 18.4 (65.1)   | 13.0 (55.4)   | 9.7 (49.5)    | 12.2 (54.0)   | 22.0 (71.6)   |
| 일평균 최고 기온 °C (°F)                                           | −9.2 (15.4)   | −12.0 (10.4)  | −11.7 (10.9)  | −5.0 (23.0)   | 1.5 (34.7)    | 6.5 (43.7)    | 9.6 (49.3)    | 8.4 (47.1)    | 4.7 (40.5)    | 0.2 (32.4)    | −3.2 (26.2)   | −5.3 (22.5)   | −1.3 (29.7)   |
| 일일 평균 기온 °C (°F)                                             | −12.0 (10.4)  | −15.0 (5.0)   | −14.5 (5.9)   | −7.8 (18.0)   | −0.9 (30.4)   | 3.9 (39.0)    | 6.8 (44.2)    | 6.1 (43.0)    | 3.0 (37.4)    | −1.4 (29.5)   | −5.2 (22.6)   | −7.8 (18.0)   | −3.7 (25.3)   |
| 일평균 최저 기온 °C (°F)                                           | −14.8 (5.4)   | −18.0 (−0.4)  | −17.6 (0.3)   | −10.9 (12.4)  | −3.2 (26.2)   | 1.5 (34.7)    | 4.2 (39.6)    | 4.1 (39.4)    | 1.4 (34.5)    | −3.2 (26.2)   | −7.3 (18.9)   | −10.2 (13.6)  | −6.2 (20.9)   |
| 역대 최저 기온 °C (°F)                                             | −36.8 (−34.2) | −38.2 (−36.8) | −36.9 (−34.4) | −31.0 (−23.8) | −20.0 (−4.0)  | −7.2 (19.0)   | −2.6 (27.3)   | −3.5 (25.7)   | −7.0 (19.4)   | −15.5 (4.1)   | −24.0 (−11.2) | −34.4 (−29.9) | −38.2 (−36.8) |
| 평균 강수량 mm (인치)                                              | 28.1 (1.11)   | 17.6 (0.69)   | 17.8 (0.70)   | 19.6 (0.77)   | 18.6 (0.73)   | 21.7 (0.85)   | 25.7 (1.01)   | 45.8 (1.80)   | 33.7 (1.33)   | 36.5 (1.44)   | 33.8 (1.33)   | 31.7 (1.25)   | 330.6 (13.01) |
| 평균 강수일수 (≥ 1.0 mm)                                           | 8.4           | 4.8           | 5.0           | 5.2           | 4.4           | 4.6           | 4.8           | 7.2           | 7.3           | 8.8           | 9.6           | 10.0          | 80.1          |
| 평균 강설일수 (≥ 1 cm)                                             | 11.6          | 9.9           | 11.5          | 11.0          | 8.5           | 3.9           | 0.3           | 0.4           | 4.8           | 12.3          | 14.9          | 14.2          | 103.3         |
| 평균 상대 습도 (%)                                                 | 76.5          | 77.7          | 78.4          | 78.7          | 81.5          | 83.7          | 84.5          | 85.7          | 80.7          | 78.1          | 76.7          | 76.4          | 79.9          |
| 출처: 덴마크 기상학회 (평년값: 1991년~2020년, 극값: 1958년~2020년) |               |               |               |               |               |               |               |               |               |               |               |               |               |

## 인구
2014년 기준으로 총 3,102명의 주민이 살고 있는 아시앗는 케켁탈릭에서 가장 큰 마을이기도 하다. 지난 20년간 인구는 등락을 거듭해, 2001년에 비해서는 3% 감소했지만 2008년 인구에서는 10% 증가한 수치다.

## 교통
아시아트는 '아크틱 우미아크 라인' 연안 여객과 디스콜리네 여객(디스코만의 국내 여객선용)이 취항해 원거리 해운교통을 책임진다. 또 아시앗 항은 인근 지역을 묶는 허브항의 역할을 맡고도 있다. 한편 일룰릿삿이나 그린란드 내 다른 도시, 그리고 에어 그린란드의 취항지인 캉에흘룻수악 등 디스코만 일대와 직접 연결되는 아시앗 공항이 있다. 에어 아이슬란드도 여행사의 의뢰로 전세 비행기를 가끔씩 운영하는 편이다.